# Frederick Lindemann
Frederick Alexander Lindemann, 1º visconte Cherwell, CH PC FRS (Baden-Baden, 5 aprile 1886 – Londra, 3 luglio 1957), è stato un fisico britannico, amico personale di Winston Churchill fin dagli anni '30.
Fu un  sostenitore dei bombardamenti su larga scala sulle città tedesche durante la seconda guerra mondiale e mise in dubbio la sofisticatezza della tecnologia radar tedesca, nonché l'esistenza del suo programma di armamenti del tipo V.
Era il secondo dei tre figli di Adolphus Frederick Lindemann, che era emigrato nel Regno Unito verso il 1871 e venne naturalizzato,  e della sua consorte americana Olga Noble.

## Biografia

### Studi e carriera
Dopo aver studiato in Scozia ed a Darmstadt, si laureò all'Università di Berlino. Compì ricerche di fisica presso l'Università di Parigi, che confermarono le teorie formulate inizialmente da Albert Einstein sulla capacità termica a bassissime temperature. 
Per queste ricerche e per altri lavori scientifici Lindemann divenne membro della Royal Society nel 1920.

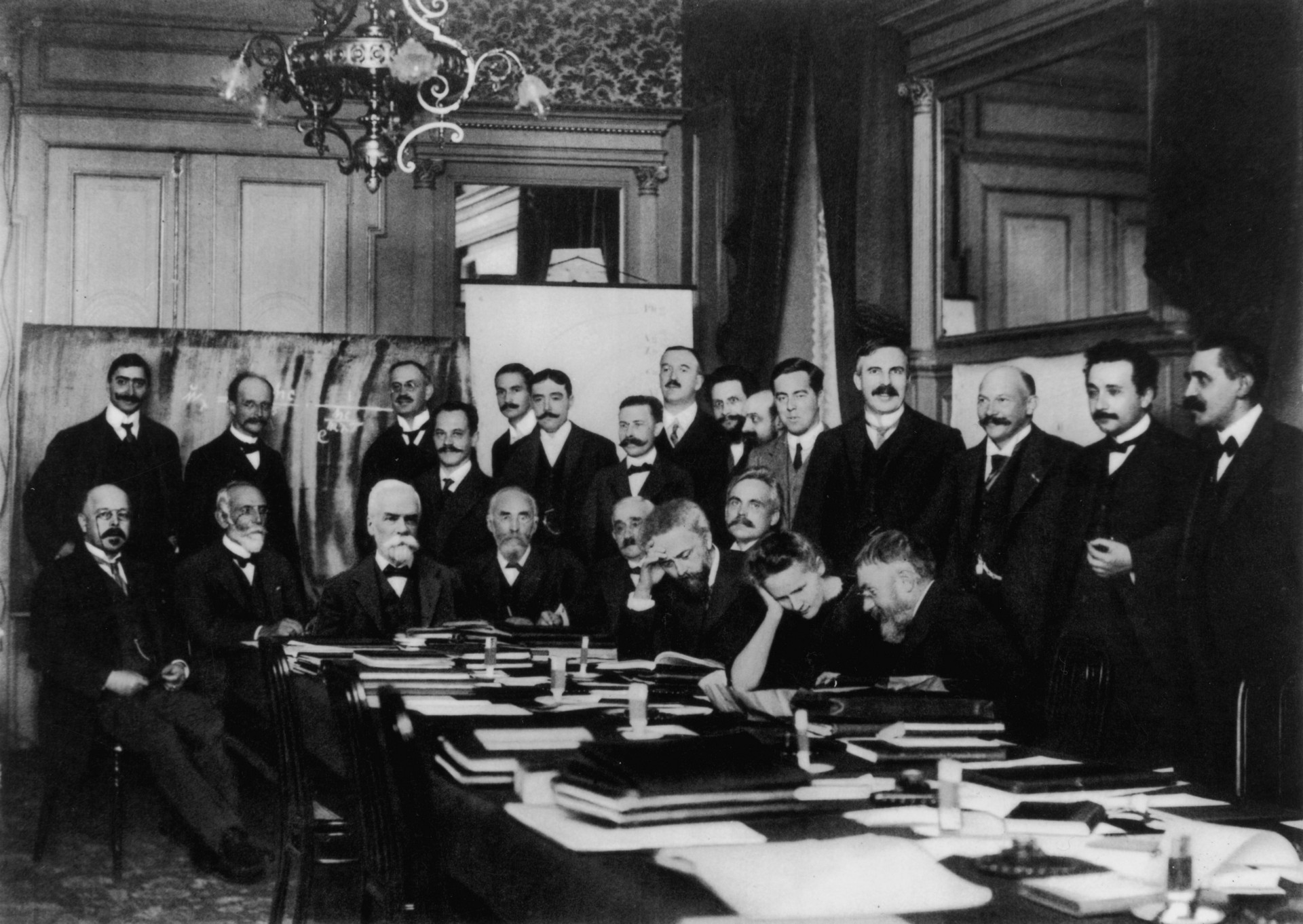
Frederick Lindemann alla conferenza di Solvay del 1911

Nel 1911 venne invitato alla Conferenza di Solvay su Radiazioni e quanti, ove fu il più giovane partecipante.
Lindemann era astemio, vegetariano e non fumatore, sebbene talvolta Churchill sia riuscito a fargli bere un bicchiere di brandy.
Era un eccellente pianista e un tennista abbastanza bravo da competere a Wimbledon.
Era noto fra gli amici come "il Prof", in riferimento alla sua posizione presso l'Università di Oxford, e come "Baron Berlin" presso i suoi numerosi detrattori a causa del suo accento tedesco, della sua arroganza e dei suoi modi aristocratici.
Lindemann era convinto che un circolo ristretto di persone aristocratiche ed intelligenti avrebbe dovuto dirigere il mondo, che sarebbe diventato una società pacifica e stabile, «...guidata da superuomini e servita da iloti» Alcune fonti sostengono che egli fosse ebreo, ma la biografia di Frederick Smith, secondo conte di Birkenhead, sostiene il contrario. Ritenuto talvolta anti democratico, insensibile ed elitario, Lindemann sosteneva l'eugenetica, disprezzava la classe operaia, gli omosessuali e le persone di colore e sosteneva la sterilizzazione dei malati mentali.

### La prima guerra mondiale e l'Università di Oxford
Allo scoppio della prima guerra mondiale Lindemann stava giocando a tennis in Germania e dovette lasciare il paese in tutta fretta per evitare l'internamento.
Nel 1915 entrò nello staff della Royal Aircraft Factory a Farnborough. Egli sviluppò una teoria matematica sul modo di salvarsi del pilota in caso di caduta in vite del velivolo e successivamente imparò a pilotare in modo da poter provare egli stesso la sua teoria. Prima del lavoro di Lindemann, la caduta in vite si traduceva quasi sempre con la morte del pilota.
Nel 1919 Lindemann divenne professore incaricato di filosofia sperimentale (fisica) presso l'Università di Oxford e direttore dei Laboratori Clarendon, grazie anche alle raccomandazioni di Henry Tizard, che era stato suo collega a Berlino.  Nel 1919 Lindemann fu uno dei primi a sostenere che nel vento solare ci fossero particelle di entrambe le polarità, protoni come elettroni, provenienti dal sole.
 Probabilmente egli non era a conoscenza del fatto che Kristian Birkeland aveva già sostenuto la medesima teoria tre anni prima, nel 1916.
Egli lavorò anche alla teoria delle capacità termiche e a quella dell'inversione termica nella stratosfera. Nella cinetica chimica egli  propose nel 1921 il Meccanismo di Lindemann-Hinshelwood per le reazioni monomolecolari. (La sua proposta originale fu successivamente studiata e completata da  Cyril Norman Hinshelwood).
Nel 1921 la moglie di Churchill Clementine fu sua partner in un torneo di tennis organizzato a scopi benefici. Sebbene i due uomini avessero stili di vita molto differenti, entrambi eccellevano in uno sport (quello di Churchill era il polo a cavallo) e la capacità di Lindemann di spiegare argomenti scientifici in modo semplice e conciso, unitamente alla sua eccellenza nella conoscenza del volo, impressionarono probabilmente Churchill. I due divennero molto amici, con lo scapolo che visitò Chartwell più di cento volte tra il 1925 e il 1939.
Lindemann si oppose allo sciopero generale proclamato nel Regno Unito nel 1926 e mobilitò il suo riluttante staff di Clarendon per produrre copie del giornale anti-sciopero di Churchill, il British Gazette. Egli si allarmò anche per gli eventi precedenti la seconda guerra mondiale in Europa|sviluppi politici in Germania. Negli anni 1930, Lindemann consigliò Winston Churchill quando quest'ultimo non era ancora al governo e stava conducendo una campagna per il riarmo. Nel 1932 lui e Churchill compirono un viaggio attraverso l'Europa e furono sconcertati da ciò che videro. Churchill ebbe a dire successivamente che era in corso un processo terribile: il riarmo della Germania.
Lindemann aiutò anche numerosi fisici ebrei tedeschi, specialmente provenienti dall'Università di Gottinga, ad emigrare in Gran Bretagna per lavorare presso i laboratori di Clarendon.
Churchill fece entrare Lindemann nel Comitato per gli Studi di Difesa Aerea, che, sotto Sir Henry Tizard, si occupava dello sviluppo del radar. La presenza di Lindemann fu invece nociva, poiché egli insisteva sulla sua idea dare priorità alle mine aeree e ai raggi infrarossi rispetto al radar. Per risolvere il problema, il comitato si sciolse, fu riformato e ne venne costituito un altro senza la presenza di Lindemann.

### L'attività durante la seconda guerra mondiale
Allo scoppio della seconda guerra mondiale, quando Churchill formò il governo di unità nazionale, Lindemann gli fu subito accanto come consulente scientifico e, pur non rivestendo alcun incarico ufficiale, fu prodigo di consigli, tanto che il Primo Ministro soleva indicarlo con la semplice definizione di "professore". Secondo alcuni critici storici, nessun altro scienziato aveva avuto fino ad allora un così grande potere. Nel 1942 fu nominato ufficialmente Paymaster General, carica che mantenne per tutta la durata della guerra, fino al 1945.
In due occasioni ebbe un rilievo determinante nella politica di guerra inglese. Anzitutto quando suggerì a Churchill, nel marzo 1942, di condurre una campagna di pressione psicologica sulla popolazione civile tedesca con un programma di bombardamenti massicci, in secondo luogo quando consigliò di sospendere l'uso dell'espediente antiradar Window, il lancio cioè di sottili strisce di stagnola destinate a confondere i radar nemici, che pure aveva caldeggiato all'inizio, nella paura che anche i tedeschi potessero usare lo stesso sistema. Il sistema Window fu adottato solo nel luglio 1943 e in proposito sorse una polemica per il ritardo nella sua applicazione.
Nel 1945 Lindemann lasciò l'incarico governativo tornando all'insegnamento universitario.

### Vita privata
Nonostante le sue maniere teutoniche e scostanti, si dice che fosse persona sensibile e che riflettesse tale caratteristica nell'amore per gli animali e per i bambini. Popolare presso le donne, non si sposò mai. Non ebbe grandi amori ed ebbe pochi amici, oltre a Churchill. Morì nel sonno all'età di 71 anni, solo un anno dopo essere divenuto Visconte di Cherwell, titolo che nacque e si estinse con lui.